# دانيال تومسون
دانيال تومسون هو مخترِع كندي، ولد في 16 يناير 1921 في وينيبيغ في كندا، وتوفي في 3 سبتمبر 2015 في بالم ديسيرت في الولايات المتحدة.